# Premis Ondas 2008
Els Premis Ondas 2008 van ser la cinquanta-cinquena edició dels Premis Ondas, van ser fallats el 29 d'octubre de 2008. En aquesta edició es van premiar 24 programes i professionals entre les més de 800 candidatures de 26 països.
La gala de lliurament de premis va tenir lloc el 20 de novembre de 2008 al Gran Teatre del Liceu de Barcelona, presentada pels locutors de la Cadena SER Àngels Barceló i Carles Francino i amenitzada per l'actor Santi Millán. Van actuar Rosario Flores, Pitingo, Katy Perry i Amaia Montero.
La cerimònia va ser retransmesa per a Espanya, en diferit, pel canal de televisió Cuatro i en directe a través de l'emissores musicals de la SER, amb un programa especial presentat per Sira Fernández de 40 Principales, Rafa Cano de Cadena Dial i Agustín García de M80 Radio. Com a novetat, en aquesta edició es va lliurar el Premi Caràcter Dewar’s, guanyat per votació popular pel presentador Pablo Motos.
Prèviament a la gala, al migdia, l'alcalde de Barcelona, Jordi Hereu i el president del Grup Prisa, Ignacio Polanco, van realitzar el tradicional esmorzar amb tots els premiats al Palauet Albéniz.

## Premis de televisió i cinema
- Millor sèrie espanyola: Amar en tiempos revueltos (TVE)
- Millor programa d'entreteniment: El Hormiguero (Cuatro)
- Millor presentador: Jorge Fernández per La ruleta de la suerte i Esta casa era una ruina (Antena 3)
- Millor programa d'actualitat o cobertura especial: Callejeros (Cuatro)
- Premi a la innovació o a la qualitat televisiva: Salvados por la campaña (La Sexta)
- Millor intèrpret masculí en ficció nacional: Miguel Ángel Silvestre per Sin tetas no hay paraíso
- Millor intèrpret femení en ficció nacional: Carmen Machi per Aída
- Millor programa emès per emissores o cadenes no nacionals: Se llama copla (Canal Sur)
- Premi internacional de televisió: Shahida, Allahs Braüte de ZDF/Arte
- Menció especial del jurat: Keuringsdienst van Waarde de RVU/NPO

## Premis de ràdio
- Millor programa o millor tractament informatiu d'un esdeveniment: Redacció d'esports de la Cadena SER,
- Trajectòria o labor professional més destacada (ex aequo): Pepa Fernández (RNE) i Canal Sur Radio
- Premi a la innovació radiofònica: Atrévete (Cadena Dial)
- Premi internacional de radio : The diary of Leanne Wolfe de RTÉ One
- Menció especial del jurat: Radioapans ljudjakt de Sveriges Radio

### Publicitat a la ràdio
- Millor cunya de ràdio: Mercedes Benz, vehículos industriales de Mercedes Benz (Agencia Zapping/M&C Saatchi)
- Millor equip creatiu de publicitat en ràdio: Señora Rushmore
- Millor campanya de ràdio (ex aequo): Campaña Radio La Colifata d'Aquarius (beguda) (Agencia Señora Rushmore) i Campaña Fundas/Ollas/Toallas de Caja Madrid (Agencia Shackleton)
- Menció especial de jurat: Campaña interferencia d'Orange Espanya (Agencia Vitruvio/Leo Burnett)

## Premis de música
- Millor canción: Kamikaze, d'Amaral
- Millor àlbum: Parte de mi, de Rosario Flores
- Millor artista o grup espanyol: El canto del loco
- Millor artista o grup llatí: Andrés Calamaro
- Millor artista o grup internacional: Coldplay
- Menció Especial del Jurat: Diego el Cigala i Pitingo

## Premis Ondas iberoamericans de ràdio y televisió
- Millor programa, professional o emissora de ràdio o de televisió: Herbin Hoyos per Las voces del secuestro de Radio Caracol (Colòmbia)